# Municipio de Lincoln (condado de Buena Vista)
El municipio de Lincoln (en inglés: Lincoln Township) es un municipio ubicado en el condado de Buena Vista en el estado estadounidense de Iowa. En el año 2010 tenía una población de 159 habitantes y una densidad poblacional de 1,69 personas por km².

## Geografía
El municipio de Lincoln se encuentra ubicado en las coordenadas 42°46′41″N 95°5′32″O / 42.77806, -95.09222. Según la Oficina del Censo de los Estados Unidos, el municipio tiene una superficie total de 93.83 km², de la cual 93,83 km² corresponden a tierra firme y (0 %) 0 km² es agua.

## Demografía
Según el censo de 2010, había 159 personas residiendo en el municipio de Lincoln. La densidad de población era de 1,69 hab./km². De los 159 habitantes, el municipio de Lincoln estaba compuesto por el 99,37 % blancos, el 0,63 % eran de otras razas. Del total de la población el 1,26 % eran hispanos o latinos de cualquier raza.